# Pacient (seriál)
Pacient (v anglickém originále The Patient) je americká psychologická minisérie, jehož tvůrci, scenáristy a výkonnými producenty byli Joel Fields a Joe Weisberg. Desetidílný seriál měl premiéru dne 30. srpna 2022 na platformě FX on Hulu a byl vysílán do 25. října téhož roku. V hlavních rolích účinkují Steve Carell, Domhnall Gleeson a Linda Emond.

## Příběh
Psychoterapeut, kterému před nedávnou dobou zemřela žena, je držen v zajetí sériovým vrahem, který potřebuje pomoc s potlačením svých nutkání vraždit. Aby terapeut Alan přežil, musí se pokusit pochopit vrahovu mysl a zabránit mu v dalších vraždách. Vrah Sam však odmítá hovořit o svých niterních problémech, například o matce Candice.
Zatímco je Alan držen v zajetí, samota ho nutí se zamyslet nad vlastním životem. Čelí tak své minulosti a především potlačeným problémům, například nedávné smrti své ženy Beth a odcizení se svým synem Ezrou.
Během svého věznění se Alanovi podaří odkrýt vrahovo nitro, jeho důvody k vraždění.

## Obsazení

### Hlavní role
- Steve Carell jako Alan Strauss, terapeut truchlící nad nedávnou smrtí své ženy[2]
- Domhnall Gleeson jako Sam Fortner, sériový vrah a Alanův nový pacient a věznitel[2]
- Linda Emond jako Candace Fortnerová, Samova matka[2]

### Vedlejší role
- Andrew Leeds jako Ezra Strauss, odcizený syn Alana a Beth[2]
- Laura Niemi jako Beth Straussová, Alanova zesnulá manželka[2]
- David Alan Grier jako Charlie Addison, Alanův bývalý terapeut[2]
- Alex Rich jako Elias, muž v zajetí Sama

## Produkce

### Vývoj
V říjnu 2021 byl oznámen vznik minisérie skládající se z deseti epizod. Hlavním producentem tohoto seriálu byl Steve Carell. Dalšími výkonnými producenty byli také Joel Fields, Joe Weisberg, Caroline Moore a Victor Hsu. Fields a Weisberg jsou také režiséři a tvůrci scénáře. Chris Long režíroval první dvě epizody a byl výkonným producentem v lednu 2022.

### Casting
Spolu s oznámením vzniku seriálu, bylo oznámeno obsazení Steve Carella. Další herci: Domhnall Gleeson, Linda Emond, Laura Niemi a Andrew Leeds byli obsazeni v lednu 2022. Do vedlejších rolí byli Alex Rich a David Alan Grier obsazeni v únoru 2022.

### Natáčení
Natáčení začalo v polovině ledna 2022 v Los Angeles.

## Kritika
Na Rotten Tomatoes má tento seriál hodnocení 86 %, s průměrným hodnocením 7,1/10 na základě 43 recenzí. Kritici této stránky se shodli na tomto: "Zatímco The Patient může testovat trpělivost diváků tím, že příliš přehání vrahovy myšlenkové pochody, jedná se pravděpodobně o nejlepší práci Domhnalla Gleesona a Steva Carell vůbec." Na Metacritic, který používá vážený průměr, získal seriál skóre 74 ze 100, na základě 29 recenzí kritiků, což naznačuje „nadprůměrné hodnocení“. 